# Требеше
Требеше (словен. Trebešec) — поселення в общині Копер, Регіон Обално-крашка, Словенія. Висота над рівнем моря: 340,6 м.